# Acianthera tokachii

Acianthera tokachii é  uma espécie de orquídea (Orchidaceae) que existe no Peru. Pertence à secção Sicaria, subseção Sicaria do gênero Acianthera, caracterizado plantas de crescimento cespitoso, com caules secundários, também chamados ramicaules, com a secção superior triangular, mais largos junto a folha que na base, inflorescência subséssil com poucas ou muitas flores, segmentos florais frequentemente espessos, ou levemente pubescentes ou papilosos, em um grupo composto por plantas mais fibrosas e resistentes, com ramicaule canaliculado, com asas estreitas, pouco comprimido no ápice, cuja folha não parece uma continuação do ramicaule, ou seja, a ligação entre os dois é clara. Esta espécie distingue-se das demais ser a única com sépalas de interior liso; folha de base cuneada; labelo de margens côncavas.